# Remember Twilight
Remember Twilight est un groupe allemand de metal gothique, originaire de Stuttgart, dans le Land de Bade-Wurtemberg.

## Histoire
Le nom du groupe existe déjà depuis 1997, selon les informations fournies par le groupe. Au fil des années, le groupe s'est fait un public de plus en plus large et attire l'attention des médias en assurant la première partie de tournées de groupes renommés comme Waltari, Haggard ou Coppelius, ainsi que de concerts avec Die Apokalyptischen Reiter, Battlelore, Tanzwut ou Korpiklaani.
Avec le producteur Alexander Krull, ils enregistrent leur premier album Zerrissen en 2004, qui est réédité le 20 avril 2005 sous le label Rabazco Records,,. Le deuxième album est précédé d'un EP intitulé Der Tolle Mensch en 2007,. Le 23 avril 2010 sort finalement le deuxième album, produit par Markus Stock, intitulé Musik über Niedergang und Verderben. C'est également dans la forge sonore de ce dernier que le groupe enregistre son EP Reise in die Ungewissheit, sorti en 2013,.

## Style musical
Des riffs durs de guitare sont combinés avec des sons de cordes. Le chant est extrêmement varié, mais se caractérise surtout par des voix parlées. Le son rappelle ainsi en partie les premiers morceaux de groupes comme Letzte Instanz et Regicide.
Sur le plan lyrique, le groupe aborde d'une part les zones grises de l'être humain, les crises de sens, le doute de soi et la recherche de sa propre place dans le monde. En outre, il aborde également la folie réelle qui nous entoure - en faisant parfois référence à la philosophie, à l'histoire culturelle ou aux théories économiques, comme dans la chanson In the Long Run, qui reprend le dicton In the Long Run We Are All Dead de John Maynard Keynes.

## Discographie
- 2003 : Der Wahnsinn lebt (single, CD)
- 2004 : Zerrissen (album, CD, Rabazco Records)
- 2007 : Der Tolle Mensch (EP, CD, Icare Media Distribution)
- 2010 : Musik über Niedergang und Verderben (album, CD, Echozone / Intergroove)
- 2013 : Reise in die Ungewissheit (EP, CD, Echozone / Intergoove)
- 2016 : Fünf (EP, CD, Echozone / Intergroove)
- 2020 : Geburt einer Tragödie (EP, MP3, Echozone / Intergroove)
- 2021 : Galerie des Zwielichts (compilation, CD, Echozone / Intergroove)
- 2021 : Verdammnis (single, MP3, Echozone / Intergroove)
- 2022 : Das Leben tanzt nicht mehr (single, MP3, Echozone / Intergroove)

### Apparitions sur compilations
- 2000 : Liebliche Musik sur Sinfull Sister and Unholy Sounds (CD, Dion Fortune)
- 2005 : Der Wahnsinn sur Gothic Compilation Part XXVIII (2xCD, Batbeliever Releases)
- 2010 : Künstler Der Dekadenz sur Gothic Compilation Part XLVII (2xCD, Batbeliever Releases)
- 2010 : Zu Real sur Negatief Dark Alliance Vol.7 (CD, Danse macabre)
- 2013 : Fleisch und Blut surNew German Rock Vol. 2 (CD, Golden Core Records / ZYX Music)
- 2021 : Verdammnis sur Exsanguis Vampire Songs[9] (numérique, Eygennutz Records / Broken Silence)